# Elecciones municipales de 2024 en la Región de Los Lagos
Las elecciones municipales de 2024 en la Región de Los Lagos se realizaron los días 26 y 27 de octubre de 2024 para elegir a los responsables de la administración local, es decir, de las comunas. La región se compone de 30 comunas.
Estas elecciones serán las primeras elecciones municipales realizadas bajo el sistema de inscripción automática y voto obligatorio, luego de la promulgación de la Ley 21524 que restableció el voto obligatorio. Estas elecciones se realizarán paralelamente a las elecciones de gobernadores y consejeros regionales de la región, cargos creados por la Ley 21073 de 2018, y que fueron elegidos por primera vez en 2021 y 2013, respectivamente.

## Candidaturas
| Pactos                                       | Partidos                      | Candidatos |
| -------------------------------------------- | ----------------------------- | ---------- |
| F. Partido Social Cristiano e Independientes | Partido Social Cristiano      | 4          |
| F. Partido Social Cristiano e Independientes | Independientes                | 3          |
| H. Contigo Chile Mejor                       | Partido Socialista de Chile   | 6          |
| H. Contigo Chile Mejor                       | Partido Demócrata Cristiano   | 9          |
| H. Contigo Chile Mejor                       | Partido por la Democracia     | 2          |
| H. Contigo Chile Mejor                       | Partido Radical de Chile      | 1          |
| H. Contigo Chile Mejor                       | Independientes                | 8          |
| P. Partido de la Gente e Independientes      | Partido de la Gente           | 1          |
| P. Partido de la Gente e Independientes      | Independientes                | 1          |
| R. Centro Democrático                        | Independientes                | 2          |
| Y. Republicanos e Independientes             | Partido Republicano de Chile  | 3          |
| Y. Republicanos e Independientes             | Independientes                | 4          |
| Z. Chile Vamos                               | Renovación Nacional           | 7          |
| Z. Chile Vamos                               | Unión Demócrata Independiente | 9          |
| Z. Chile Vamos                               | Independientes                | 10         |
| Candidaturas Independientes                  | Candidaturas Independientes   | 50         |
| Total de candidatos a alcalde                | Total de candidatos a alcalde | 120        |

## Provincia de Llanquihue

### Puerto Montt

#### Alcaldes
| Actual alcaldesa            | Jacquelin Paz Cabrera (PS) | Jacquelin Paz Cabrera (PS) | Jacquelin Paz Cabrera (PS) | Jacquelin Paz Cabrera (PS) | Jacquelin Paz Cabrera (PS) |
| Candidato                   | Pacto                      | Partido                    | Votos                      | %                          | Resultado                  |
| --------------------------- | -------------------------- | -------------------------- | -------------------------- | -------------------------- | -------------------------- |
| Rodrigo Wainraihgt Galilea  | Chile Vamos                | RN                         | 89 613                     | 57,78                      | Electo                     |
| Rabindranath Quinteros Lara | Contigo Chile Mejor        | PS                         | 33 390                     | 21,53                      |                            |
| Cozut Vásquez González      | Independiente              | Ind.                       | 8 592                      | 5,54                       |                            |
| Andrea Quintana Díaz        | Independiente              | Ind.                       | 7 541                      | 4,86                       |                            |
| Gisella Andrade Muñoz       | Partido de la Gente        | Ind.                       | 7 268                      | 4,69                       |                            |
| Arturo Sánchez Gatica       | Independiente              | Ind.                       | 5 067                      | 3,27                       |                            |
| Nelson Toro Aguirre         | Partido Social Cristiano   | Ind.                       | 3 624                      | 2,34                       |                            |

#### Concejales electos
| Candidato                  | Pacto                                                      | Partido | Votos | %    |
| -------------------------- | ---------------------------------------------------------- | ------- | ----- | ---- |
| José Segura Díaz           | Chile Vamos (RN-Independientes)                            | RN      | 6 660 | 5,19 |
| Mirta Vega Barría          | Republicanos e Independientes                              | PRCh    | 5 477 | 4,27 |
| Fernando Binder Álvarez    | Chile Vamos (UDI-Evópoli-Independientes)                   | Ind.    | 4 954 | 3,86 |
| Verónica Cárdenas Navarro  | Chile Vamos (RN-Independientes)                            | RN      | 4 913 | 3,83 |
| Yerco Rodríguez Guichapani | Chile Vamos (UDI-Evópoli-Independientes)                   | UDI     | 4 786 | 3,73 |
| Evelyn Chávez Chávez       | Por Chile, seguimos (FA-Independientes)                    | FA      | 4 408 | 3,43 |
| Montserrat Müller Sanhueza | Republicanos e Independientes                              | PRCh    | 3 862 | 3,01 |
| Sebastián Almonacid Fuica  | Chile mucho mejor (PS-Independientes)                      | PS      | 3 767 | 2,94 |
| Bárbara Cáceres Martínez   | Verdes Liberales por una comuna segura (PL-Independientes) | PL      | 2 650 | 2,06 |
| Bárbara Álvarez Méndez     | Chile mucho mejor (PPD-Independientes)                     | PPD     | 2 182 | 1,70 |

### Calbuco

#### Alcalde
| Actual alcalde           | Juan Calbucoy Guerrero (Ind.) | Juan Calbucoy Guerrero (Ind.) | Juan Calbucoy Guerrero (Ind.) | Juan Calbucoy Guerrero (Ind.) | Juan Calbucoy Guerrero (Ind.) |
| Candidato                | Pacto                         | Partido                       | Votos                         | %                             | Resultado                     |
| ------------------------ | ----------------------------- | ----------------------------- | ----------------------------- | ----------------------------- | ----------------------------- |
| Marco Silva Maldonado    | Independiente                 | Ind.                          | 8 464                         | 34,26                         | Electo                        |
| Juan Calbucoy Guerrero   | Independiente                 | Ind.                          | 5 858                         | 23,71                         |                               |
| Rubén Cárdenas Gómez     | Contigo Chile Mejor           | PR                            | 5 220                         | 21,13                         |                               |
| Sergio García Álvarez    | Chile Vamos                   | UDI                           | 2 533                         | 10,25                         |                               |
| Lorena Pérez Toro        | Republicanos                  | PRCh                          | 2 084                         | 8,44                          |                               |
| Carlos Mansilla Gallardo | Independiente                 | Ind.                          | 547                           | 2,21                          |                               |

#### Concejales electos
| Candidato                   | Pacto                                           | Partido | Votos | %     |
| --------------------------- | ----------------------------------------------- | ------- | ----- | ----- |
| Pedro Yáñez Uribe           | Centro Democrático (Amarillos e Independientes) | Ind.    | 3 763 | 17,70 |
| Antonio Villarroel Mansilla | Chile mucho mejor (PS-Independientes)           | Ind.    | 1 756 | 8,26  |
| Óscar González Almonacid    | Chile mucho mejor (PS-Independientes)           | PS      | 1 546 | 7,27  |
| Claudio Aguilante Velásquez | Chile Vamos (UDI-Evópoli-Independientes)        | Ind.    | 1 116 | 5,25  |
| Juan Mansilla Villarroel    | Republicanos e Independientes                   | PRCh    | 1 063 | 5,00  |
| Elke Soto Morales           | Centro Democrático (Amarillos e Independientes) | Ind.    | 212   | 1,00  |

### Cochamó

#### Alcalde
| Actual alcalde           | Jesús Morales Rosales (Ind.) | Jesús Morales Rosales (Ind.) | Jesús Morales Rosales (Ind.) | Jesús Morales Rosales (Ind.) | Jesús Morales Rosales (Ind.) |
| Candidato                | Pacto                        | Partido                      | Votos                        | %                            | Resultado                    |
| ------------------------ | ---------------------------- | ---------------------------- | ---------------------------- | ---------------------------- | ---------------------------- |
| Francisco Donoso Oyarzún | Independiente                | Ind.                         | 1 122                        | 31,83                        | Electo                       |
| Pablo Marín Tellez       | Republicanos                 | PRCh                         | 853                          | 24,20                        |                              |
| Eliseo Bahamonde Turra   | Independiente                | Ind.                         | 751                          | 21,30                        |                              |
| Carlos Soto Sotomayor    | Contigo Chile Mejor          | Ind.                         | 543                          | 15,40                        |                              |
| Jesús Morales Rosales    | Independiente                | Ind.                         | 256                          | 7,26                         |                              |

#### Concejales electos
| Candidato                                 | Pacto                                 | Partido | Votos | %     |
| ----------------------------------------- | ------------------------------------- | ------- | ----- | ----- |
| Marcelo Morales Christie                  | Independientes                        | Ind.    | 570   | 17,61 |
| René Videla Pérez                         | Chile Vamos (RN-Independientes)       | Ind.    | 350   | 10,82 |
| Eduardo Velásquez Muñoz                   | Chile mucho mejor (PS-Independientes) | PS      | 255   | 7,88  |
| Bryan Martínez Tobar                      | Republicanos e Independientes         | PRCh    | 191   | 5,90  |
| Teresa Vidal Bustamante                   | Tu comuna Radical                     | Ind.    | 108   | 3,34  |
| Por definir (empate entre dos candidatos) | Chile Vamos (RN-Independientes)       | RN      | 91    | 2,81  |

### Fresia

#### Alcalde
| Actual alcalde                | Miguel Cárdenas Barría (DC) | Miguel Cárdenas Barría (DC) | Miguel Cárdenas Barría (DC) | Miguel Cárdenas Barría (DC) | Miguel Cárdenas Barría (DC) |
| Candidato                     | Pacto                       | Partido                     | Votos                       | %                           | Resultado                   |
| ----------------------------- | --------------------------- | --------------------------- | --------------------------- | --------------------------- | --------------------------- |
| Miguel Cárdenas Barría        | Contigo Chile Mejor         | DC                          | 4 423                       | 43,93                       | Reelecto                    |
| Luis Bohle Flores             | Independiente               | Ind.                        | 3 771                       | 37,45                       |                             |
| Marcelo Barrientos Barrientos | Republicanos                | Ind.                        | 1 079                       | 10,72                       |                             |
| Javier Oyarzo Altamirano      | Chile Vamos                 | RN                          | 796                         | 7,91                        |                             |

#### Concejales electos
| Candidato               | Pacto                                    | Partido | Votos | %    |
| ----------------------- | ---------------------------------------- | ------- | ----- | ---- |
| Yoanna Ovando Nopai     | Chile mucho mejor (PS-Independientes)    | PS      | 702   | 7,67 |
| Carlos Alarcón Alarcón  | Chile Vamos (RN-Independientes)          | RN      | 649   | 7,09 |
| Marcial Muñoz Nieto     | Chile Vamos (RN-Independientes)          | RN      | 621   | 6,79 |
| Soledad Barría Antilef  | Chile mucho mejor (DC-Independientes)    | Ind.    | 473   | 5,17 |
| José Alvarado Pacheco   | Republicanos e Independientes            | PRCh    | 315   | 3,44 |
| Karin Altamirano Ortega | Chile Vamos (UDI-Evópoli-Independientes) | UDI     | 290   | 3,17 |

### Frutillar

#### Alcalde
| Actual alcalde              | César Huenuqueo Maldonado (PS) | César Huenuqueo Maldonado (PS) | César Huenuqueo Maldonado (PS) | César Huenuqueo Maldonado (PS) | César Huenuqueo Maldonado (PS) |
| Candidato                   | Pacto                          | Partido                        | Votos                          | %                              | Resultado                      |
| --------------------------- | ------------------------------ | ------------------------------ | ------------------------------ | ------------------------------ | ------------------------------ |
| Javier Arismendi Valenzuela | Chile Vamos                    | Ind.                           | 7 816                          | 48,82                          | Electo                         |
| Ramón Espinoza Sandoval     | Independiente                  | Ind.                           | 6 953                          | 43,43                          |                                |
| Nataly Schadow Muñoz        | Contigo Chile Mejor            | PS                             | 1 241                          | 7,75                           |                                |

#### Concejales electos
| Candidato                     | Pacto                                    | Partido | Votos | %     |
| ----------------------------- | ---------------------------------------- | ------- | ----- | ----- |
| Patricia Velásquez Álvarez    | Chile mucho mejor (DC-Independientes)    | DC      | 1 928 | 13,28 |
| Roberto Cárdenas Santana      | Chile Vamos (RN-Independientes)          | RN      | 1 031 | 7,10  |
| Luis Millaquén Vargas         | Chile mucho mejor (DC-Independientes)    | DC      | 1 028 | 7,08  |
| Sergio Cárcamo Oyarzún        | Chile Vamos (UDI-Evópoli-Independientes) | Ind.    | 723   | 4,98  |
| Eladio Rivera Gallardo        | Chile Vamos (RN-Independientes)          | RN      | 722   | 4,97  |
| Gustavo Paredes Hechenleitner | Chile mucho mejor (PS-Independientes)    | Ind.    | 705   | 4,86  |

### Llanquihue

#### Alcalde
| Actual alcalde              | Víctor Angulo Muñoz (DC) | Víctor Angulo Muñoz (DC) | Víctor Angulo Muñoz (DC) | Víctor Angulo Muñoz (DC) | Víctor Angulo Muñoz (DC) |
| Candidato                   | Pacto                    | Partido                  | Votos                    | %                        | Resultado                |
| --------------------------- | ------------------------ | ------------------------ | ------------------------ | ------------------------ | ------------------------ |
| Víctor Angulo Muñoz         | Contigo Chile Mejor      | DC                       | 6 257                    | 46,08                    | Reelecto                 |
| Evelyn Brintrup Flores      | Chile Vamos              | UDI                      | 3 550                    | 26,15                    |                          |
| Luis Oróstica Salinas       | Independiente            | Ind.                     | 2 514                    | 18,52                    |                          |
| Francisco Vásquez Almonacid | Centro Democrático       | Ind.                     | 949                      | 6,99                     |                          |
| Antonio Caileo Nauto        | Partido Social Cristiano | PSC                      | 308                      | 2,27                     |                          |

#### Concejales electos
| Candidato                    | Pacto                                    | Partido | Votos | %     |
| ---------------------------- | ---------------------------------------- | ------- | ----- | ----- |
| Cristian Olavarría Navarro   | Por Chile, seguimos (FA-Independientes)  | FA      | 1 622 | 13,36 |
| Piero Carrillanca Hidalgo    | Chile mucho mejor (PS-Independientes)    | PS      | 1 049 | 8,64  |
| Daniel Byrne Ibarra          | Republicanos e Independientes            | PRCh    | 780   | 6,42  |
| Carmen Vidal Miranda         | Chile mucho mejor (DC-Independientes)    | Ind.    | 474   | 3,90  |
| Constanza Velásquez Mansilla | Por Chile, seguimos (FA-Independientes)  | FA      | 450   | 3,71  |
| Juan Maldonado Mancilla      | Chile Vamos (UDI-Evópoli-Independientes) | Ind.    | 418   | 3,44  |

### Los Muermos

#### Alcalde
| Actual alcalde            | Sergio Haeger Yunge (UDI) | Sergio Haeger Yunge (UDI) | Sergio Haeger Yunge (UDI) | Sergio Haeger Yunge (UDI) | Sergio Haeger Yunge (UDI) |
| Candidato                 | Pacto                     | Partido                   | Votos                     | %                         | Resultado                 |
| ------------------------- | ------------------------- | ------------------------- | ------------------------- | ------------------------- | ------------------------- |
| Emilio González Burgos    | Chile Vamos               | UDI                       | 7 604                     | 57,48                     | Electo                    |
| Luis Blanco Arévalo       | Contigo Chile Mejor       | Ind.                      | 4 462                     | 33,73                     |                           |
| Marcelo Cárdenas González | Independiente             | Ind.                      | 740                       | 5,59                      |                           |
| Sandy Barrientos Avendaño | Partido Social Cristiano  | PSC                       | 422                       | 3,19                      |                           |

#### Concejales electos
| Candidato                  | Pacto                                    | Partido | Votos | %     |
| -------------------------- | ---------------------------------------- | ------- | ----- | ----- |
| Patricio Toledo Álvarez    | Chile Vamos (UDI-Evópoli-Independientes) | Ind.    | 2 578 | 21,29 |
| Andrés Niklitschek Strauch | Chile Vamos (UDI-Evópoli-Independientes) | Ind.    | 1 266 | 10,46 |
| Javier Muñoz Águila        | Chile Vamos (UDI-Evópoli-Independientes) | Ind.    | 1 089 | 8,99  |
| Harriet Hernández Rosas    | Chile Vamos (UDI-Evópoli-Independientes) | Ind.    | 810   | 6,69  |
| Julián González Reyes      | Chile mucho mejor (PPD-Independientes)   | Ind.    | 752   | 6,21  |
| Francisco Guzmán Hernández | Chile Vamos (UDI-Evópoli-Independientes) | Ind.    | 662   | 5,47  |

### Maullín

#### Alcalde
| Actual alcalde            | Nabih Soza Cárdenas (Ind.) | Nabih Soza Cárdenas (Ind.) | Nabih Soza Cárdenas (Ind.) | Nabih Soza Cárdenas (Ind.) | Nabih Soza Cárdenas (Ind.) |
| Candidato                 | Pacto                      | Partido                    | Votos                      | %                          | Resultado                  |
| ------------------------- | -------------------------- | -------------------------- | -------------------------- | -------------------------- | -------------------------- |
| Nabih Soza Cárdenas       | Chile Vamos                | UDI                        | 7 142                      | 62,00                      | Reelecto                   |
| Jorge Westermeier Estrada | Contigo Chile Mejor        | DC                         | 3 503                      | 30,41                      |                            |
| Hardy Dimter Gallardo     | Independiente              | Ind.                       | 874                        | 7,59                       |                            |

#### Concejales electos
| Candidato                         | Pacto                                                        | Partido | Votos | %     |
| --------------------------------- | ------------------------------------------------------------ | ------- | ----- | ----- |
| Carmen Serón Ojeda                | Chile Vamos (UDI-Evópoli-Independientes)                     | UDI     | 1 333 | 12,67 |
| Marcela Miranda Soza              | Chile Vamos (RN-Independientes)                              | Ind.    | 1 133 | 10,76 |
| César Schwarzenberg Schwarzenberg | Verdes Liberales por una comuna segura (FRVS-Independientes) | Ind.    | 1 017 | 9,66  |
| Luz Antecao Barría                | Chile mucho mejor (DC-Independientes)                        | DC      | 808   | 7,68  |
| Héctor González Hernández         | Chile Vamos (RN-Independientes)                              | Ind.    | 720   | 6,84  |
| Orlando Torres Ampuero            | Chile mucho mejor (PS-Independientes)                        | PS      | 549   | 5,22  |

### Puerto Varas

#### Alcalde
| Actual alcalde          | Tomás Gárate Silva (Ind.) | Tomás Gárate Silva (Ind.) | Tomás Gárate Silva (Ind.) | Tomás Gárate Silva (Ind.) | Tomás Gárate Silva (Ind.) |
| Candidato               | Pacto                     | Partido                   | Votos                     | %                         | Resultado                 |
| ----------------------- | ------------------------- | ------------------------- | ------------------------- | ------------------------- | ------------------------- |
| Tomás Gárate Silva      | Independiente             | Ind.                      | 19 335                    | 52,57                     | Reelecto                  |
| Ramón Bahamonde Cea     | Independiente             | Ind.                      | 9 823                     | 26,71                     |                           |
| James Fry Carey         | Chile Vamos               | Ind.                      | 6 345                     | 17,25                     |                           |
| Tamara Avendaño Levinao | Partido Social Cristiano  | PSC                       | 1 276                     | 3,47                      |                           |

#### Concejales electos
| Candidato                  | Pacto                                  | Partido | Votos | %     |
| -------------------------- | -------------------------------------- | ------- | ----- | ----- |
| Tamara Rammsy Sánchez      | Chile mucho mejor (PPD-Independientes) | Ind.    | 3 565 | 10,82 |
| Nicolás Yunge Jürgensen    | Republicanos e Independientes          | Ind.    | 2 089 | 6,34  |
| Juan Godoy Godoy           | Chile Vamos (Evópoli-Independientes)   | Ind.    | 1 976 | 6,00  |
| Rodrigo Schnettler Weisser | Chile mucho mejor (DC-Independientes)  | DC      | 1 939 | 5,89  |
| Antonio Horn Cruz          | Chile Vamos (RN-Independientes)        | Ind.    | 1 354 | 4,11  |
| Blanca Bongain Acevedo     | Republicanos e Independientes          | PRCh    | 1 306 | 3,96  |

## Provincia de Chiloé

### Castro

#### Alcalde
| Actual alcalde              | Juan Vera Sanhueza (Ind.) | Juan Vera Sanhueza (Ind.) | Juan Vera Sanhueza (Ind.) | Juan Vera Sanhueza (Ind.) | Juan Vera Sanhueza (Ind.) |
| Candidato                   | Pacto                     | Partido                   | Votos                     | %                         | Resultado                 |
| --------------------------- | ------------------------- | ------------------------- | ------------------------- | ------------------------- | ------------------------- |
| Baltazar Elgueta Cheuquepil | Contigo Chile Mejor       | PS                        | 15 256                    | 49,36                     | Electo                    |
| Juan Vera Sanhueza          | Chile Vamos               | Ind.                      | 13 976                    | 45,22                     |                           |
| Jaime Guerrero Sepúlveda    | Partido Social Cristiano  | Ind.                      | 1 673                     | 5,41                      |                           |

### Ancud

#### Alcalde
| Actual alcalde             | Carlos Gómez Miranda (Ind.) | Carlos Gómez Miranda (Ind.) | Carlos Gómez Miranda (Ind.) | Carlos Gómez Miranda (Ind.) | Carlos Gómez Miranda (Ind.) |
| Candidato                  | Pacto                       | Partido                     | Votos                       | %                           | Resultado                   |
| -------------------------- | --------------------------- | --------------------------- | --------------------------- | --------------------------- | --------------------------- |
| Andrés Ojeda Care          | Independiente               | Ind.                        | 13 670                      | 48,11                       | Electo                      |
| Carlos Seitz Aspee         | Republicanos                | PRCh                        | 7 219                       | 25,41                       |                             |
| Juan Sanhueza Vargas       | Partido Social Cristiano    | PSC                         | 2 432                       | 8,56                        |                             |
| Mónica Maldonado Velásquez | Independiente               | Ind.                        | 2 203                       | 7,75                        |                             |
| Eduardo Álvarez Vidal      | Independiente               | Ind.                        | 1 686                       | 5,93                        |                             |
| Aliro Caimapo Oyarzo       | Chile Vamos                 | UDI                         | 1 202                       | 4,23                        |                             |

### Chonchi

#### Alcalde
| Actual alcalde          | Fernando Oyarzún Macías (RN) | Fernando Oyarzún Macías (RN) | Fernando Oyarzún Macías (RN) | Fernando Oyarzún Macías (RN) | Fernando Oyarzún Macías (RN) |
| Candidato               | Pacto                        | Partido                      | Votos                        | %                            | Resultado                    |
| ----------------------- | ---------------------------- | ---------------------------- | ---------------------------- | ---------------------------- | ---------------------------- |
| Fernando Oyarzún Macías | Chile Vamos                  | RN                           | 7 271                        | 69,21                        | Reelecto                     |
| José Navarro Oyarzo     | Independiente                | Ind.                         | 1 743                        | 16,59                        |                              |
| Anakenna Mancilla Vera  | Contigo Chile Mejor          | PS                           | 1 491                        | 14,19                        |                              |

### Curaco de Vélez

#### Alcalde
| Actual alcaldesa        | Javiera Yáñez Rebolledo (Ind.) | Javiera Yáñez Rebolledo (Ind.) | Javiera Yáñez Rebolledo (Ind.) | Javiera Yáñez Rebolledo (Ind.) | Javiera Yáñez Rebolledo (Ind.) |
| Candidato               | Pacto                          | Partido                        | Votos                          | %                              | Resultado                      |
| ----------------------- | ------------------------------ | ------------------------------ | ------------------------------ | ------------------------------ | ------------------------------ |
| Javiera Yáñez Rebolledo | Contigo Chile Mejor            | Ind.                           | 2 512                          | 100,00                         | Reelecta                       |

### Dalcahue

#### Alcalde
| Actual alcalde               | Álex Gómez Aguilar (Ind.) | Álex Gómez Aguilar (Ind.) | Álex Gómez Aguilar (Ind.) | Álex Gómez Aguilar (Ind.) | Álex Gómez Aguilar (Ind.) |
| Candidato                    | Pacto                     | Partido                   | Votos                     | %                         | Resultado                 |
| ---------------------------- | ------------------------- | ------------------------- | ------------------------- | ------------------------- | ------------------------- |
| Alejandra Villegas Huichaman | Chile Vamos               | Ind.                      | 2 826                     | 26,87                     | Electa                    |
| Álex Gómez Aguilar           | Contigo Chile Mejor       | Ind.                      | 2 716                     | 25,82                     |                           |
| Juan Soto Cárdenas           | Independiente             | Ind.                      | 2 132                     | 20,27                     |                           |
| Carlos Cárdenas Bahamonde    | Independiente             | Ind.                      | 1 440                     | 13,69                     |                           |
| Yasna Igor Guichacoy         | Independiente             | Ind.                      | 1 404                     | 13,35                     |                           |

### Puqueldón

#### Alcalde
| Actual alcalde                | Rodrigo Ojeda Cárdenas (Ind.) | Rodrigo Ojeda Cárdenas (Ind.) | Rodrigo Ojeda Cárdenas (Ind.) | Rodrigo Ojeda Cárdenas (Ind.) | Rodrigo Ojeda Cárdenas (Ind.) |
| Candidato                     | Pacto                         | Partido                       | Votos                         | %                             | Resultado                     |
| ----------------------------- | ----------------------------- | ----------------------------- | ----------------------------- | ----------------------------- | ----------------------------- |
| Alejandro Cárdenas Quezada    | Republicanos                  | Ind.                          | 926                           | 28,07                         | Electo                        |
| Elson Cárcamo Barría          | Contigo Chile Mejor           | PPD                           | 756                           | 22,92                         |                               |
| Alex Agüero Alvarado          | Chile Vamos                   | RN                            | 731                           | 22,16                         |                               |
| Gabriela Vera Martínez        | Independiente                 | Ind.                          | 377                           | 11,43                         |                               |
| Bernardino Arellano Inostroza | Independiente                 | Ind.                          | 348                           | 10,55                         |                               |
| Belfor Montiel Vera           | Independiente                 | Ind.                          | 141                           | 4,27                          |                               |
| Marco Uribe Barría            | Independiente                 | Ind.                          | 20                            | 0,61                          |                               |

### Queilén

#### Alcalde
| Actual alcalde          | Marcos Vargas Oyarzún (DC) | Marcos Vargas Oyarzún (DC) | Marcos Vargas Oyarzún (DC) | Marcos Vargas Oyarzún (DC) | Marcos Vargas Oyarzún (DC) |
| Candidato               | Pacto                      | Partido                    | Votos                      | %                          | Resultado                  |
| ----------------------- | -------------------------- | -------------------------- | -------------------------- | -------------------------- | -------------------------- |
| Marcos Vargas Oyarzún   | Contigo Chile Mejor        | DC                         | 2 430                      | 54,13                      | Reelecto                   |
| Romelio Bórquez Hidalgo | Chile Vamos                | Ind.                       | 1 872                      | 41,70                      |                            |
| Miguel Opitz González   | Independiente              | Ind.                       | 187                        | 4,17                       |                            |

### Quellón

#### Alcalde
| Actual alcalde              | Cristián Ojeda Chiguay (DC) | Cristián Ojeda Chiguay (DC) | Cristián Ojeda Chiguay (DC) | Cristián Ojeda Chiguay (DC) | Cristián Ojeda Chiguay (DC) |
| Candidato                   | Pacto                       | Partido                     | Votos                       | %                           | Resultado                   |
| --------------------------- | --------------------------- | --------------------------- | --------------------------- | --------------------------- | --------------------------- |
| Claudio Barudi Labrin       | Independiente               | Ind.                        | 3 672                       | 20,20                       | Electo                      |
| Patricio Altamirano Barrias | Chile Vamos                 | Ind.                        | 3 651                       | 20,08                       |                             |
| Claudio Vera Mansilla       | Independiente               | Ind.                        | 3 002                       | 16,51                       |                             |
| Paula Millacura Torres      | Independiente               | Ind.                        | 2 779                       | 15,29                       |                             |
| Carlos Chiguay Cárcamo      | Contigo Chile Mejor         | DC                          | 1 588                       | 8,73                        |                             |
| Luis Zamorano Díaz          | Independiente               | Ind.                        | 1 285                       | 7,07                        |                             |
| José Low Poblete            | Partido Social Cristiano    | Ind.                        | 354                         | 1,95                        |                             |

### Quemchi

#### Alcalde
| Actual alcalde          | Luis Macías Demarchi (Ind.) | Luis Macías Demarchi (Ind.) | Luis Macías Demarchi (Ind.) | Luis Macías Demarchi (Ind.) | Luis Macías Demarchi (Ind.) |
| Candidato               | Pacto                       | Partido                     | Votos                       | %                           | Resultado                   |
| ----------------------- | --------------------------- | --------------------------- | --------------------------- | --------------------------- | --------------------------- |
| Javier Ugarte Mansilla  | Contigo Chile Mejor         | PS                          | 2 481                       | 37,99                       | Electo                      |
| Patricio Barría Álvarez | Independiente               | Ind.                        | 2 039                       | 31,22                       |                             |
| Gustavo Lobos Marín     | Chile Vamos                 | Ind.                        | 2 011                       | 30,79                       |                             |

### Quinchao

#### Alcalde
| Actual alcalde              | René Garcés Álvarez (Ind.) | René Garcés Álvarez (Ind.) | René Garcés Álvarez (Ind.) | René Garcés Álvarez (Ind.) | René Garcés Álvarez (Ind.) |
| Candidato                   | Pacto                      | Partido                    | Votos                      | %                          | Resultado                  |
| --------------------------- | -------------------------- | -------------------------- | -------------------------- | -------------------------- | -------------------------- |
| René Garcés Álvarez         | Contigo Chile Mejor        | Ind.                       | 2 401                      | 41,84                      | Reelecto                   |
| Washington Ulloa Villarroel | Chile Vamos                | UDI                        | 2 158                      | 37,61                      |                            |
| Óscar Gallardo Calbuyahue   | Independiente              | Ind.                       | 899                        | 15,67                      |                            |
| Luis González Uribe         | Republicanos               | Ind.                       | 280                        | 4,88                       |                            |

## Provincia de Osorno

### Osorno

#### Alcalde
| Actual alcalde             | Emeterio Carrillo Torres (DC) | Emeterio Carrillo Torres (DC) | Emeterio Carrillo Torres (DC) | Emeterio Carrillo Torres (DC) | Emeterio Carrillo Torres (DC) |
| Candidato                  | Pacto                         | Partido                       | Votos                         | %                             | Resultado                     |
| -------------------------- | ----------------------------- | ----------------------------- | ----------------------------- | ----------------------------- | ----------------------------- |
| Jaime Bertín Valenzuela    | Independiente                 | Ind.                          | 28 901                        | 26,14                         | Electo                        |
| Javier Hernández Hernández | Chile Vamos                   | UDI                           | 28 738                        | 25,99                         |                               |
| Emeterio Carrillo Torres   | Contigo Chile Mejor           | DC                            | 24 096                        | 21,79                         |                               |
| Álvaro Gómez González      | Independiente                 | Ind.                          | 23 548                        | 21,30                         |                               |
| Jaime Paredes Paredes      | Partido Social Cristiano      | PSC                           | 3 358                         | 3,04                          |                               |
| Maurice Goudie Domínguez   | Independiente                 | Ind.                          | 1 925                         | 1,74                          |                               |

### Puerto Octay

#### Alcalde
| Actual alcalde            | Gerardo Gunckel Arriagada (Ind.) | Gerardo Gunckel Arriagada (Ind.) | Gerardo Gunckel Arriagada (Ind.) | Gerardo Gunckel Arriagada (Ind.) | Gerardo Gunckel Arriagada (Ind.) |
| Candidato                 | Pacto                            | Partido                          | Votos                            | %                                | Resultado                        |
| ------------------------- | -------------------------------- | -------------------------------- | -------------------------------- | -------------------------------- | -------------------------------- |
| María Ojeda Betancourt    | Chile Vamos                      | UDI                              | 2 874                            | 40,84                            | Electa                           |
| Gerardo Gunckel Arriagada | Contigo Chile Mejor              | Ind.                             | 2 722                            | 38,68                            |                                  |
| Juan Añazco Barrientos    | Partido de la Gente              | PDG                              | 1 441                            | 20,48                            |                                  |

### Purranque

#### Alcalde
| Actual alcalde        | César Crot Vargas (DC) | César Crot Vargas (DC) | César Crot Vargas (DC) | César Crot Vargas (DC) | César Crot Vargas (DC) |
| Candidato             | Pacto                  | Partido                | Votos                  | %                      | Resultado              |
| --------------------- | ---------------------- | ---------------------- | ---------------------- | ---------------------- | ---------------------- |
| Alicia Villar Vargas  | Republicanos           | Ind.                   | 5 519                  | 36,21                  | Electa                 |
| Isidoro Barquin Pardo | Independiente          | Ind.                   | 4 594                  | 30,14                  |                        |
| César Crot Vargas     | Contigo Chile Mejor    | DC                     | 4 555                  | 29,89                  |                        |
| Erwin Pérez Monge     | Independiente          | Ind.                   | 573                    | 3,76                   |                        |

### Puyehue

#### Alcalde
| Actual alcaldesa        | Jimena Núñez Morales (UDI) | Jimena Núñez Morales (UDI) | Jimena Núñez Morales (UDI) | Jimena Núñez Morales (UDI) | Jimena Núñez Morales (UDI) |
| Candidato               | Pacto                      | Partido                    | Votos                      | %                          | Resultado                  |
| ----------------------- | -------------------------- | -------------------------- | -------------------------- | -------------------------- | -------------------------- |
| Jimena Núñez Morales    | Chile Vamos                | UDI                        | 4 761                      | 48,18                      | Reelecta                   |
| Daniela Molina Sandoval | Independiente              | Ind.                       | 3 798                      | 38,43                      |                            |
| Gastón Delgado Álvarez  | Contigo Chile Mejor        | PPD                        | 703                        | 7,11                       |                            |
| Iván Reyes Santana      | Independiente              | Ind.                       | 620                        | 6,27                       |                            |

### Río Negro

#### Alcalde
| Actual alcalde           | Sebastián Cruzat Cárcamo (RN) | Sebastián Cruzat Cárcamo (RN) | Sebastián Cruzat Cárcamo (RN) | Sebastián Cruzat Cárcamo (RN) | Sebastián Cruzat Cárcamo (RN) |
| Candidato                | Pacto                         | Partido                       | Votos                         | %                             | Resultado                     |
| ------------------------ | ----------------------------- | ----------------------------- | ----------------------------- | ----------------------------- | ----------------------------- |
| Sebastián Cruzat Cárcamo | Chile Vamos                   | RN                            | 6 981                         | 66,35                         | Reelecto                      |
| Ernesto Huaiquian Vera   | Contigo Chile Mejor           | Ind.                          | 3 541                         | 33,65                         |                               |

### San Juan de la Costa

#### Alcalde
| Actual alcalde           | Bernardo Candia Henríquez (DC) | Bernardo Candia Henríquez (DC) | Bernardo Candia Henríquez (DC) | Bernardo Candia Henríquez (DC) | Bernardo Candia Henríquez (DC) |
| Candidato                | Pacto                          | Partido                        | Votos                          | %                              | Resultado                      |
| ------------------------ | ------------------------------ | ------------------------------ | ------------------------------ | ------------------------------ | ------------------------------ |
| José Muñoz Uribe         | Contigo Chile Mejor            | DC                             | 2 142                          | 31,35                          | Electo                         |
| Margot Barrientos Molina | Independiente                  | Ind.                           | 2 136                          | 31,26                          |                                |
| María Silva Muñoz        | Chile Vamos                    | Ind.                           | 1 368                          | 20,02                          |                                |
| Marcelo Cheuquian Cumian | Independiente                  | Ind.                           | 1 010                          | 14,78                          |                                |
| Ana Santibáñez Hernández | Independiente                  | Ind.                           | 176                            | 2,58                           |                                |

### San Pablo

#### Alcalde
| Actual alcalde        | Juan Soto Caucau (RN)    | Juan Soto Caucau (RN) | Juan Soto Caucau (RN) | Juan Soto Caucau (RN) | Juan Soto Caucau (RN) |
| Candidato             | Pacto                    | Partido               | Votos                 | %                     | Resultado             |
| --------------------- | ------------------------ | --------------------- | --------------------- | --------------------- | --------------------- |
| Marco Carrillo Bravo  | Contigo Chile Mejor      | PPD                   | 3 943                 | 46,13                 | Electo                |
| Juan Soto Caucau      | Chile Vamos              | RN                    | 3 669                 | 43,15                 |                       |
| José Guarda Carrillo  | Partido Social Cristiano | Ind.                  | 523                   | 6,15                  |                       |
| Carmen Cabrera Pinuer | Centro Democrático       | Ind.                  | 368                   | 4,33                  |                       |

## Provincia de Palena

### Chaitén

#### Alcalde
| Actual alcalde          | Pedro Vásquez Celedón (Ind.) | Pedro Vásquez Celedón (Ind.) | Pedro Vásquez Celedón (Ind.) | Pedro Vásquez Celedón (Ind.) | Pedro Vásquez Celedón (Ind.) |
| Candidato               | Pacto                        | Partido                      | Votos                        | %                            | Resultado                    |
| ----------------------- | ---------------------------- | ---------------------------- | ---------------------------- | ---------------------------- | ---------------------------- |
| Clara Lazcano Fernández | Chile Vamos                  | Ind.                         | 2 180                        | 66,38                        | Electa                       |
| Marcelo Añazco Negrón   | Contigo Chile Mejor          | Ind.                         | 1 104                        | 33,62                        |                              |

#### Concejales electos
| Candidato                | Pacto                                   | Partido | Votos | %     |
| ------------------------ | --------------------------------------- | ------- | ----- | ----- |
| Juan Alvarado Torres     | Por Chile, seguimos (FA-Independientes) | FA      | 360   | 11,56 |
| Víctor Catalán Reyes     | Chile Vamos (RN-Independientes)         | Ind.    | 346   | 11,11 |
| Camila Vivar Vargas      | Chile Vamos (RN-Independientes)         | Ind.    | 335   | 10,76 |
| María López Muñoz        | Chile Vamos (RN-Independientes)         | RN      | 267   | 8,58  |
| Ricardo Barrientos Muñoz | Por Chile, seguimos (FA-Independientes) | FA      | 246   | 7,90  |
| Francisco Núñez Martinez | Tu comuna Radical                       | PR      | 154   | 4,95  |

### Futaleufú

#### Alcalde
| Actual alcalde           | Alejandro Avello Bascur (Ind.) | Alejandro Avello Bascur (Ind.) | Alejandro Avello Bascur (Ind.) | Alejandro Avello Bascur (Ind.) | Alejandro Avello Bascur (Ind.) |
| Candidato                | Pacto                          | Partido                        | Votos                          | %                              | Resultado                      |
| ------------------------ | ------------------------------ | ------------------------------ | ------------------------------ | ------------------------------ | ------------------------------ |
| Fernando Grandón Domke   | Independiente                  | Ind.                           | 1 095                          | 48,73                          | Electo                         |
| Alejandro Avello Bascur  | Independiente                  | Ind.                           | 917                            | 40,81                          |                                |
| Alejandra Torres Vásquez | Chile Vamos                    | UDI                            | 235                            | 10,46                          |                                |

#### Concejales electos
| Candidato                 | Pacto                                    | Partido | Votos | %     |
| ------------------------- | ---------------------------------------- | ------- | ----- | ----- |
| Anton Silva Reichart      | Chile Vamos (UDI-Evópoli-Independientes) | UDI     | 248   | 11,31 |
| Yessenia San Martín Vega  | Chile mucho mejor (DC-Independientes)    | Ind.    | 182   | 8,30  |
| Jorge Fuentealba Troncoso | Republicanos e Independientes            | Ind.    | 120   | 5,47  |
| Fernando Vallejos Cortés  | Chile Vamos (RN-Independientes)          | Ind.    | 118   | 5,38  |
| Cristina Almarza Espinoza | Chile Vamos (RN-Independientes)          | RN      | 116   | 5,29  |
| Javiera Mancilla Marín    | Por Chile, seguimos (FA-Independientes)  | Ind.    | 104   | 4,74  |

### Hualaihué

#### Alcalde
| Actual alcalde          | Cristina Espinoza Ojeda (Ind.) | Cristina Espinoza Ojeda (Ind.) | Cristina Espinoza Ojeda (Ind.) | Cristina Espinoza Ojeda (Ind.) | Cristina Espinoza Ojeda (Ind.) |
| Candidato               | Pacto                          | Partido                        | Votos                          | %                              | Resultado                      |
| ----------------------- | ------------------------------ | ------------------------------ | ------------------------------ | ------------------------------ | ------------------------------ |
| Cristina Espinoza Ojeda | Independiente                  | Ind.                           | 4 640                          | 62,28                          | Reelecta                       |
| Roberto Soto Escalona   | Contigo Chile Mejor            | PS                             | 2 810                          | 37,72                          |                                |

#### Concejales electos
| Candidato                | Pacto                                    | Partido | Votos | %     |
| ------------------------ | ---------------------------------------- | ------- | ----- | ----- |
| Julio Gallardo Uribe     | Chile Vamos (RN-Independientes)          | Ind.    | 786   | 11,70 |
| Pablo Chávez Marimán     | Chile Vamos (RN-Independientes)          | RN      | 567   | 8,44  |
| Juan Antiñirre Gallardo  | Chile mucho mejor (DC-Independientes)    | DC      | 543   | 8,08  |
| Ludina González Cárdenas | Chile Vamos (UDI-Evópoli-Independientes) | Ind.    | 489   | 7,28  |
| Jorge Yáñez Torres       | Chile Vamos (UDI-Evópoli-Independientes) | UDI     | 472   | 7,03  |
| Víctor Uribe Canquil     | Chile mucho mejor (PS-Independientes)    | Ind.    | 303   | 4,51  |

### Palena

#### Alcalde
| Actual alcalde        | Julio Delgado Retamal (RN) | Julio Delgado Retamal (RN) | Julio Delgado Retamal (RN) | Julio Delgado Retamal (RN) | Julio Delgado Retamal (RN) |
| Candidato             | Pacto                      | Partido                    | Votos                      | %                          | Resultado                  |
| --------------------- | -------------------------- | -------------------------- | -------------------------- | -------------------------- | -------------------------- |
| Julio Delgado Retamal | Chile Vamos                | RN                         | 795                        | 52,96                      | Reelecto                   |
| Willy Rosas Delgado   | Independiente              | Ind.                       | 706                        | 47,04                      |                            |

#### Concejales electos
| Candidato                | Pacto                                   | Partido | Votos | %     |
| ------------------------ | --------------------------------------- | ------- | ----- | ----- |
| Patricio Vásquez Delgado | Chile Vamos (RN-Independientes)         | RN      | 172   | 12,17 |
| Nancy González Roa       | Chile mucho mejor (DC-Independientes)   | Ind.    | 156   | 11,04 |
| Mauricio Castillo Rivas  | Chile Vamos (RN-Independientes)         | Ind.    | 137   | 9,70  |
| Fabio Rosales Carrillo   | Chile Vamos (RN-Independientes)         | RN      | 130   | 9,20  |
| Mario Galindo Hernández  | Por Chile, seguimos (FA-Independientes) | FA      | 108   | 7,64  |
| Ricardo Carrasco Quiroga | Republicanos e Independientes           | PRCh    | 78    | 5,52  |